# Marcel Granollers
Dit is een Spaanse naam; Granollers is de vadernaam en Pujol is de moedernaam.
Marcel Granollers Pujol (Barcelona, 12 april 1986) is een Spaans tennisser. Granollers heeft in zijn carrière tot nu toe 27 ATP-titels gewonnen, waarvan 4 enkel- en 24 dubbeltitels.

## Carrière

### 2006
Granollers maakte zijn Grandslamdebuut op Wimbledon 2006, waar hij in de eerste ronde verloor van Andrei Pavel. In de rest van het kalenderjaar stond Granollers voornamelijk te spelen op Challengertoernooien.

### 2007
In 2007 won Granollers verschillende dubbeltitels in het Challengercircuit, met partners Flavio Cipolla, Santiago Ventura en Marc López. Op Roland Garros 2007 maakte Granollers met Feliciano López zijn Grandslamdebuut in het dubbelspel. In de tweede ronde werd het duo uitgeschakeld door het als vierde geplaatste duo Fabrice Santoro en Nenad Zimonjić. In het enkelspel slaagde Gronollers er niet in zich voor een van de Grandslamtoernooien te plaatsen.

### 2008
Granollers wist zich via het kwalificatiesysteem voor het enkeltoernooi van de Australian Open 2008 te plaatsen, maar verloor in de eerste ronde. Op het ATP-toernooi van Acapulco wist Granollers de kwartfinale te bereiken, door zich opnieuw eerst via het kwalificatietoernooi te kwalificeren.
In april 2008 won Granollers zijn eerste enkeltitel in een ATP-toernooi. In de finale van het ATP-toernooi van Houston won Granollers van de Amerikaan James Blake (de toenmalige nummer acht van de wereld) met 6-4, 1-6, 7-5. De dag voor deze finale had Granollers nog de dubbelfinale verloren met zijn partner Pablo Cuevas. In het najaar van 2008 werd Granollers als vervanger van Rafael Nadal opgeroepen voor de finale van de Davis Cup 2008. Hij speelde vervolgens geen enkele wedstrijd in deze verloren ontmoeting.

### 2009
In Granollers eerste toernooi van het kalenderjaar, het ATP-toernooi van Chennai, bereikte hij de kwartfinale. Hij verloor in deze kwartfinale van de Kroaat Marin Čilić. Enkele weken later was Granollers in de tweede ronde van de Australian Open 2009 niet opgewassen tegen de Brit Andy Murray.
In het dubbelspel wist Granollers 2 ATP-titels op zijn naam te schrijven, door achtereenvolgens het ATP-toernooi van Costa do Sauípe en het ATP-toernooi van Buenos Aires te winnen. Hij deed dit respectievelijk met Tommy Robredo en Alberto Martín.

### 2010
In 2010 behaalde Granollers opnieuw drie toernooien in het dubbelspel en wist hij voor het eerst de halve finale te bereiken van een grandslamtoernooi op de US Open.
Granollers won de toernooien in Moskou, Chennai en Costa do Sauipe.

### 2011
In het enkelspel haalde Granollers in het begin van het jaar vaak enkel de eerste ronde. Het duurde tot het toernooi van Miami voordat hij de vierde ronde kon bereiken waarin hij verloor van David Ferrer. In juli volgde dan zijn tweede toernooizege in het enkel in Gstaad, waarin hij in de finale won van zijn landgenoot van Fernando Verdasco. Op het einde van het jaar wist hij nog in eigen land het toernooi van Valencia te winnen.
In het dubbelspel won Granollers onmiddellijk het eerste toernooi van het jaar in Auckland te winnen. Daarnaast bereikte hij nog tweemaal de finale in Zagreb en Stuttgart.

### 2012
In 2012 haalde Granollers niet echt een hoog niveau in het enkelspel. Granollers haalde enkel een finaleplek in Umag. Daar verloor hij van Marin Čilić.
In het dubbelspel ging het wel veel beter. Hij won drie toernooien waaronder ook het officieuze wereldkampioenschap, de ATP World Tour Finals. Hij en zijn partner Marc López wonnen onder andere van de broers Bryan.

### 2013 - 2015
De laatste jaren is het iets minder geworden met de prestaties. Granollers won nog 1 toernooi in het enkelspel in 2014 en in het dubbelspel. In het dubbelspel behaalde bij in 2014 wel tweemaal de finale van een grandslamtoernooi namelijk Roland Garros en US Open.

### 2016
Op Roland Garros bereikt Granollers de 4e ronde doordat Rafael Nadal zich in de derde ronde geblesseerd afmeldde voor de partij tegen Granollers.

## Palmares
| Legenda                       | Legenda               |
| ----------------------------- | --------------------- |
| Grand Slam                    |                       |
| Olympische Spelen             |                       |
| tot 2009                      | vanaf 2009            |
| Tennis Masters Cup            | ATP Finals            |
| ATP Masters Series            | ATP Tour Masters 1000 |
| ATP International Series Gold | ATP Tour 500          |
| ATP International Series      | ATP Tour 250          |

### Enkelspel
| Nr.                  | Datum           | Toernooi       | Ondergrond    | Tegenstander in finale | Score            | Details |
| -------------------- | --------------- | -------------- | ------------- | ---------------------- | ---------------- | ------- |
| Gewonnen finales     |                 |                |               |                        |                  |         |
| 1.                   | 14 april 2008   | ATP Houston    | Gravel        | James Blake            | 6-4, 1-6, 7-5    | Details |
| 2.                   | 31 juli 2011    | ATP Gstaad     | Gravel        | Fernando Verdasco      | 6–4, 3–6, 6–3    | Details |
| 3.                   | 6 november 2011 | ATP Valencia   | Hardcourt (i) | Juan Mónaco            | 6–2, 4–6, 7–6(3) | Details |
| 4.                   | 3 augustus 2013 | ATP Kitzbühel  | Gravel        | Juan Mónaco            | 0-6, 7-6(3), 6-4 | Details |
| Verloren finales     |                 |                |               |                        |                  |         |
| 1.                   | 7 november 2010 | ATP Valencia   | Hartcourt (i) | David Ferrer           | 5-7, 3-6         | Details |
| 2.                   | 15 juli 2012    | ATP Umag       | Gravel        | Marin Čilić            | 4-6, 2-6         | Details |
| 3.                   | 13 april 2014   | ATP Casablanca | Gravel        | Guillermo García López | 7-5, 4-6, 3-6    | Details |
| Gewonnen challengers |                 |                |               |                        |                  |         |
| 1.                   | 9 oktober 2006  | Barcelona      | Gravel        | Óscar Hernández        | 6-4, 6-1         |         |
| 2.                   | 10 maart 2008   | Tanger         | Gravel        | Daniel Gimeno Traver   | 6-4, 6-4         |         |
| 3.                   | 4 oktober 2010  | Tarragona      | Gravel        | Jaroslav Pospíšil      | 1-6, 7-5, 6-0    |         |
| 4.                   | 20 maart 2016   | Irving         | Hardcourt     | Aljaž Bedene           | 6-1, 6-1         |         |
| 5.                   | 7 januari 2018  | Bangkok        | Hardcourt     | Mats Moraing           | 4-6, 6-3, 7-5    |         |

### Dubbelspel
| Nr.                          | Datum             | Toernooi              | Ondergrond    | Partner           | Tegenstanders in finale                                | Score                 | Details |
| ---------------------------- | ----------------- | --------------------- | ------------- | ----------------- | ------------------------------------------------------ | --------------------- | ------- |
| Gewonnen finales herendubbel |                   |                       |               |                   |                                                        |                       |         |
| 1.                           | 14 februari 2009  | ATP Costa do Sauípe   | Gravel        | Tommy Robredo     | Lucas Arnold Ker Juan Mónaco                           | 6-4, 7-5              | Details |
| 2.                           | 22 februari 2009  | ATP Buenos Aires      | Gravel        | Alberto Martín    | Nicolás Almagro Santiago Ventura                       | 6-3, 5-7, [10-8]      | Details |
| 3.                           | 25 oktober 2010   | ATP Moskou            | Hardcourt     | Pablo Cuevas      | František Čermák Michal Mertiňák                       | 4-6, 7-5, [10-8]      | Details |
| 4.                           | 4 januari 2010    | ATP Chennai           | Hardcourt     | Santiago Ventura  | Lu Yen-Hsun Janko Tipsarević                           | 7-5, 6-2              | Details |
| 5.                           | 14 februari 2010  | ATP Costa do Sauípe   | Gravel        | Pablo Cuevas      | Łukasz Kubot Oliver Marach                             | 7-5, 6–4              | Details |
| 6.                           | 16 januari 2011   | ATP Auckland          | Hardcourt     | Tommy Robredo     | Johan Brunström Stephen Huss                           | 6-4, 7-6(6)           | Details |
| 7.                           | 20 mei 2012       | ATP Rome              | Gravel        | Marc López        | Łukasz Kubot Janko Tipsarević                          | 6-3, 6-2              | Details |
| 8.                           | 22 juli 2012      | ATP Gstaad            | Gravel        | Marc López        | Robert Farah Maksoud Santiago Giraldo                  | 6-4, 7-6(9)           | Details |
| 9.                           | 12 november 2012  | ATP World Tour Finals | Hardcourt (i) | Marc López        | Mahesh Bhupathi Rohan Bopanna                          | 7-5, 3-6, [10-3]      | Details |
| 10.                          | 16 februari 2014  | ATP Buenos Aires      | Gravel        | Marc López        | Pablo Cuevas Horacio Zeballos                          | 7-5, 6-4              | Details |
| 11.                          | 16 juli 2016      | ATP Båstad            | Gravel        | David Marrero     | Marcus Daniell Marcelo Demoliner                       | 6–2, 6–3              | Details |
| 12.                          | 9 oktober 2016    | ATP Tokio             | Hardcourt     | Marcin Matkowski  | Raven Klaasen Rajeev Ram                               | 6–2, 7–6(4)           | Details |
| 13.                          | 30 oktober 2016   | ATP Bazel             | Hardcourt (i) | Jack Sock         | Robert Lindstedt Michael Venus                         | 6–3, 6-4              | Details |
| 14.                          | 19 februari 2017  | ATP Rotterdam         | Hardcourt (i) | Ivan Dodig        | Wesley Koolhof Matwé Middelkoop                        | 7–6 (5) , 6–3         | Details |
| 15.                          | 29 oktober 2017   | ATP Bazel             | Hardcourt (i) | Ivan Dodig        | Fabrice Martin Édouard Roger-Vasselin                  | 7-5, 7-6(6)           | Details |
| 16.                          | 4 november 2018   | ATP Parijs            | Hardcourt (i) | Rajeev Ram        | Jean-Julien Rojer Horia Tecău                          | 6-4, 6-4              | Details |
| 17.                          | 21 juli 2019      | ATP Newport           | Gras          | Serhij Stachovsky | Marcelo Arévalo Miguel Ángel Reyes-Varela              | 6-7(10), 6-4, [13-11] | Details |
| 18.                          | 11 augustus 2019  | ATP Montreal/Toronto  | Hardcourt     | Horacio Zeballos  | Robin Haase Wesley Koolhof                             | 7-5, 7-5              | Details |
| 19.                          | 16 februari 2020  | ATP Buenos Aires      | Gravel        | Horacio Zeballos  | Guillermo Durán Juan Ignacio Londero                   | 6-4, 5-7, [18-16]     | Details |
| 20.                          | 23 februari 2020  | ATP Rio de Janeiro    | Gravel        | Horacio Zeballos  | Salvatore Caruso Federico Gaio                         | 6-4, 5-7, [10-7]      | Details |
| 21.                          | 20 september 2020 | ATP Rome              | Gravel        | Horacio Zeballos  | Jérémy Chardy Fabrice Martin                           | 6-4, 5-7, [10-8]      | Details |
| 22.                          | 9 mei 2021        | ATP Madrid            | Gravel        | Horacio Zeballos  | Nikola Mektić Mate Pavić                               | 1-6, 6-3, [10-8]      | Details |
| 23.                          | 22 augustus 2021  | ATP Cincinnati        | Hardcourt     | Horacio Zeballos  | Steve Johnson Austin Krajicek                          | 7-6(5), 7-6(5)        | Details |
| 24.                          | 19 juni 2022      | ATP Halle             | Gras          | Horacio Zeballos  | Tim Pütz Michael Venus                                 | 6–4, 6–7(5), [14–12]  | Details |
| 25.                          | 15 oktober 2023   | ATP Shanghai          | Hardcourt     | Horacio Zeballos  | Rohan Bopanna Matthew Ebden                            | 5–7, 6–2, [10–7]      | Details |
| Verloren finales herendubbel |                   |                       |               |                   |                                                        |                       |         |
| 1.                           | 14 april 2008     | ATP Houston           | Gravel        | Pablo Cuevas      | Ernests Gulbis Rainer Schüttler                        | 5-7, 6-7              | Details |
| 2.                           | 20 april 2008     | ATP Valencia          | Hardcourt (i) | Tommy Robredo     | František Čermák Michal Mertiňák                       | 4-6, 3-6              | Details |
| 3.                           | 15 november 2009  | ATP Parijs            | Hardcourt (i) | Tommy Robredo     | Daniel Nestor Nenad Zimonjić                           | 3-6, 4-6              | Details |
| 4.                           | 9 mei 2010        | ATP Estoril           | Gravel        | Pablo Cuevas      | Marc López David Marrero                               | 7-6(1), 4-6, [4-10]   | Details |
| 5.                           | 26 september 2010 | ATP Boekarest         | Gravel        | Santiago Ventura  | Juan Ignacio Chela Łukasz Kubot                        | 2-6, 7-5, [11-13]     | Details |
| 6.                           | 6 februari 2011   | ATP Zagreb            | Hardcourt (i) | Marc López        | Dick Norman Horia Tecău                                | 3-6, 6-7(3)           | Details |
| 7.                           | 17 juli 2011      | ATP Stuttgart         | Gravel        | Marc López        | Jürgen Melzer Philipp Petzschner                       | 3-6, 4-6              | Details |
| 8.                           | 4 maart 2012      | ATP Acapulco          | Gravel        | Marc López        | David Marrero Fernando Verdasco                        | 3-6, 4-6              | Details |
| 9.                           | 29 april 2012     | ATP Barcelona         | Gravel        | Marc López        | Mariusz Fyrstenberg Marcin Matkowski                   | 6-2, 6-7, [8-10]      | Details |
| 10.                          | 15 juli 2012      | ATP Umag              | Gravel        | Marc López        | David Marrero Fernando Verdasco                        | 3-6, 6-7(4)           | Details |
| 11.                          | 12 augustus 2012  | ATP Montreal/Toronto  | Hardcourt     | Marc López        | Bob Bryan Mike Bryan                                   | 1-6, 6-4, 10-12       | Details |
| 12.                          | 18 augustus 2013  | ATP Cincinnati        | Hardcourt     | Marc López        | Bob Bryan Mike Bryan                                   | 4-6, 6-4, 4-10        | Details |
| 13.                          | 8 juni 2014       | Roland Garros         | Gravel        | Marc López        | Julien Benneteau Édouard Roger-Vasselin                | 3-6, 6-7(1)           | Details |
| 14.                          | 8 september 2014  | US Open               | Hardcourt     | Marc López        | Bob Bryan Mike Bryan                                   | 3-6, 4-6              | Details |
| 15.                          | 17 mei 2015       | ATP Rome              | Gravel        | Marc López        | Pablo Cuevas David Marrero                             | 4-6, 5-7              | Details |
| 16.                          | 24 april 2016     | ATP Barcelona         | Gras          | Pablo Cuevas      | Mike Bryan Bob Bryan                                   | 5-7, 5-7              | Details |
| 17.                          | 15 april 2017     | ATP Marrakesh         | Gravel        | Marc López        | Dominic Inglot Mate Pavić                              | 4-6, 6-2, [9-11]      | Details |
| 18.                          | 21 mei 2017       | ATP Rome              | Gravel        | Ivan Dodig        | Pierre-Hugues Herbert Nicolas Mahut                    | 6-4, 4-6, [3-10]      | Details |
| 19.                          | 5 november 2017   | ATP Parijs            | Hardcourt (i) | Ivan Dodig        | Łukasz Kubot Marcelo Melo                              | 6-7(3), 6-3, [6-10]   | Details |
| 20.                          | 6 september 2019  | US Open               | Hardcourt     | Horacio Zeballos  | Juan Sebastián Cabal Robert Farah Maksoud              | 4-6, 5-7              | Details |
| 21.                          | 13 september 2020 | ATP Kitzbühel         | Gravel        | Horacio Zeballos  | Austin Krajicek Franko Škugor                          | 6-7(5), 5-7           | Details |
| 22.                          | 20 maart 2021     | ATP Acapulco          | Hardcourt     | Horacio Zeballos  | Ken Skupski Neal Skupski                               | 6–7(3), 4–6           | Details |
| 23.                          | 27 mei 2023       | ATP Genève            | Gravel        | Horacio Zeballos  | Jamie Murray Michael Venus                             | 6-7(6), 6-7(3)        | Details |
| 24.                          | 15 juli 2023      | Wimbledon             | Gras          | Horacio Zeballos  | Wesley Koolhof Neal Skupski                            | 4-6, 4-6              | Details |
| 25.                          | 12 november 2023  | ATP Finals            | Hardcourt (i) | Horacio Zeballos  | Rajeev Ram Joe Salisbury                               | 3-6, 4-6              | Details |
| Gewonnen challengers         |                   |                       |               |                   |                                                        |                       |         |
| 1.                           | 1 augustus 2005   | Segovia               | Hardcourt     | Álex López Morón  | Daniele Bracciali Uros Vico                            | 6-4, 6-2              |         |
| 2.                           | 29 mei 2006       | Turijn                | Gravel        | Marc López        | Leonardo Azzaro Flavio Cipolla                         | 6-4, 6-3              |         |
| 3.                           | 10 juli 2006      | Mantua                | Gravel        | Pablo Andújar     | Alessandro Motti Daniel Muñoz de la Nava               | 6-3, 5-7, [10-7]      |         |
| 4.                           | 7 augustus 2006   | Vigo                  | Gravel        | Pablo Andújar     | Augustin Gensse Horacio Zeballos                       | 7-6, 6-1              |         |
| 5.                           | 11 september 2006 | Sevilla               | Gravel        | Pablo Andújar     | Hugo Armando Carlos Poch-Gradin                        | 4-6, 6-3, [10-8]      |         |
| 6.                           | 25 september 2006 | Bratislava            | Gravel        | Flavio Cipolla    | David Marrero Pablo Santos                             | 7-6, 6-4              |         |
| 7.                           | 26 maart 2007     | Napoli                | Gravel        | Flavio Cipolla    | Marco Crugnola Alessio di Mauro                        | 6-4, 6-2              |         |
| 8.                           | 30 april 2007     | Rome                  | Gravel        | Flavio Cipolla    | Stefano Galvani Manuel Jorquera                        | 3-6, 6-1, [11-9]      |         |
| 9.                           | 7 mei 2007        | Maspalomas            | Gravel        | Marc López        | Leonardo Azzaro Rainer Eitzinger                       | 3-6, 6-1, [10-3]      |         |
| 10.                          | 30 juli 2007      | Timișoara             | Gravel        | Santiago Ventura  | Lazar Magdincev Predrag Rusevski                       | 6-1, 6-4              |         |
| 11.                          | 10 september 2007 | Sevilla               | Gravel        | Santiago Ventura  | Miquel Perez Puigdomenech Jose Antonio Sanchez-de Luna | 6-3, 6-3              |         |
| 12.                          | 24 september 2007 | Boekarest             | Gravel        | Santiago Ventura  | Florin Mergea Horia Tecău                              | 6-2, 6-1              |         |
| 13.                          | 1 oktober 2007    | Tarragona             | Gravel        | Santiago Ventura  | Pablo Andújar Daniel Muñoz de la Nava                  | 6-4, 7-6              |         |
| 14.                          | 22 oktober 2007   | Belo Horizonte        | Gravel        | Santiago Ventura  | Adrián García Leonardo Mayer                           | 6-3, 6-3              |         |
| 15.                          | 24 maart 2008     | Barletta              | Gravel        | Flavio Cipolla    | Oliver Marach Michal Mertiňák                          | 6-3, 2-6, [11-9]      |         |
| 16.                          | 30 november 2009  | Chanty-Mansiejsk      | Tapijt (i)    | Gerard Granollers | Evgeny Kirillov Andrej Koeznetsov                      | 6-3, 6-2              |         |
| 17.                          | 31 mei 2010       | Prostějov             | Gravel        | David Marrero     | Johan Brunström Jean-Julien Rojer                      | 3-6, 6-4, [10-6]      |         |
| 18.                          | 5 juli 2010       | Pozoblanco            | Hardcourt     | Gerard Granollers | Brian Battistone Filip Prpic                           | 6-4, 4-6, [10-4]      |         |
| 19.                          | 7 januari 2018    | Bangkok               | Hardcourt     | Gerard Granollers | Zdeněk Kolář Gancalo Oliveira                          | 6-3, 7-6(8)           |         |

### Landencompetities
| Nr.              | Datum               | Toernooi  | Ondergrond    | Partner(s)                                                             | Tegenstanders                                         | Score               | Ref.    |
| ---------------- | ------------------- | --------- | ------------- | ---------------------------------------------------------------------- | ----------------------------------------------------- | ------------------- | ------- |
| Gewonnen finales |                     |           |               |                                                                        |                                                       |                     |         |
| 1.               | 18-24 november 2019 | Davis Cup | Hardcourt (i) | Roberto Bautista Agut Pablo Carreño Busta Feliciano López Rafael Nadal | Félix Auger-Aliassime Vasek Pospisil Denis Shapovalov | 2-0 (2 wedstrijden) | Details |

## Prestatietabel
| Legenda | Legenda                          |
| ------- | -------------------------------- |
| g.t.    | geen toernooi gehouden           |
| l.c.    | lagere categorie                 |
| –       | niet deelgenomen                 |
| G       | uitgeschakeld in de groepsfase   |
| 1R      | uitgeschakeld in de eerste ronde |
| 2R      | uitgeschakeld in de tweede ronde |
| 3R      | uitgeschakeld in de derde ronde  |
| 4R      | uitgeschakeld in de vierde ronde |
| KF      | uitgeschakeld in de kwartfinale  |
| HF      | uitgeschakeld in de halve finale |
| F       | de finale verloren               |
| W       | het toernooi gewonnen            |
| w-v     | winst/verlies-balans             |

### Prestatietabel grandslam, enkelspel
| Grandslamtoernooien  |      |      |      |      |      |      |      |      |      |      |      |      |      |      |      |      |      |
| Australian Open      | –    | –    | 1R   | 2R   | 2R   | 1R   | 2R   | 2R   | 1R   | 2R   | 2R   | 1R   | –    | 1R   | –    | –    |      |
| Roland Garros        | –    | –    | 2R   | 1R   | 2R   | 2R   | 4R   | 1R   | 4R   | 2R   | 4R   | 1R   | –    | –    | –    | –    |      |
| Wimbledon            | 1R   | –    | 1R   | 2R   | 2R   | 1R   | 1R   | 1R   | 2R   | 2R   | 2R   | 1R   | –    | 2R   | g.t. | –    |      |
| US Open              | –    | –    | 1R   | 2R   | 2R   | 3R   | 2R   | 4R   | 3R   | 2R   | 2R   | –    | 1R   | 1R   | –    | –    |      |
| ATP Masters 1000     |      |      |      |      |      |      |      |      |      |      |      |      |      |      |      |      |      |
| Indian Wells         | –    | –    | –    | 1R   | –    | 1R   | 3R   | 1R   | –    | 1R   | 2R   | 2R   | –    | –    | g.t. | –    |      |
| Miami                | –    | –    | –    | –    | –    | 4R   | 2R   | 2R   | 1R   | 1R   | 2R   | 1R   | –    | –    | g.t. | –    |      |
| Monte Carlo          | –    | –    | –    | 2R   | 1R   | 1R   | 1R   | 2R   | 1R   | 2R   | KF   | 1R   | –    | –    | g.t. | –    |      |
| Madrid               | –    | –    | 2R   | 1R   | 1R   | 2R   | 2R   | 1R   | 1R   | 3R   | 2R   | 1R   | –    | –    | g.t. | –    |      |
| Rome                 | –    | –    | –    | 1R   | 1R   | –    | 3R   | KF   | 2R   | 1R   | –    | –    | –    | –    | –    | –    |      |
| Hamburg              | –    | –    | 1R   | l.c. | l.c. | l.c. | l.c. | l.c. | l.c. | l.c. | l.c. | l.c. | l.c. | l.c. | l.c. | l.c. | l.c. |
| Montreal/Toronto     | –    | –    | –    | –    | –    | –    | KF   | 2R   | 1R   | –    | –    | –    | –    | –    | g.t. | –    |      |
| Cincinnati           | –    | –    | –    | –    | –    | –    | 2R   | 1R   | 2R   | –    | 2R   | –    | –    | –    | –    | –    |      |
| Shanghai             | l.c. | l.c. | l.c. | –    | –    | 1R   | –    | 2R   | 1R   | –    | 3R   | –    | –    | –    | g.t. | g.t. |      |
| Parijs               | –    | –    | 2R   | –    | 1R   | 1R   | 2R   | 2R   | –    | 1R   | –    | –    | –    | –    | –    | –    |      |
| Olympische Spelen    |      |      |      |      |      |      |      |      |      |      |      |      |      |      |      |      |      |
| Olympische Spelen    | g.t. | g.t. | –    | g.t. | g.t. | g.t. | –    | g.t. | g.t. | g.t. | –    | g.t. | g.t. | g.t. | g.t. | –    |      |
| Statistieken         |      |      |      |      |      |      |      |      |      |      |      |      |      |      |      |      |      |
| Totaal aantal titels | 0    | 0    | 1    | 0    | 0    | 2    | 0    | 1    | 0    | 0    | 0    | 0    | 0    | 0    | 0    | 0    |      |
| Eindejaarsranking    | 160  | 132  | 56   | 91   | 42   | 27   | 34   | 38   | 46   | 84   | 37   | 177  | 96   | 111  | 175  | 320  |      |

### Prestatietabel grandslam, dubbelspel
| Toernooi             | 2007 | 2008 | 2009 | 2010 | 2011 | 2012 | 2013 | 2014 | 2015 | 2016 | 2017 | 2018 | 2019 | 2020 | 2021 | 2022 | 2023 | 2024 |
| -------------------- | ---- | ---- | ---- | ---- | ---- | ---- | ---- | ---- | ---- | ---- | ---- | ---- | ---- | ---- | ---- | ---- | ---- | ---- |
| Grandslamtoernooien  |      |      |      |      |      |      |      |      |      |      |      |      |      |      |      |      |      |      |
| Australian Open      | –    | 2R   | 1R   | 2R   | 3R   | 1R   | HF   | 2R   | 1R   | HF   | KF   | 2R   | 1R   | 3R   | 1R   | HF   | HF   |      |
| Roland Garros        | 2R   | 2R   | 2R   | 1R   | 2R   | 1R   | KF   | F    | 1R   | KF   | KF   | 2R   | 1R   | 3R   | 2R   | HF   | HF   |      |
| Wimbledon            | 1R   | KF   | 1R   | KF   | 3R   | 1R   | 1R   | 3R   | 2R   | 3R   | 3R   | 2R   | 1R   | g.t. | F    | –    | F    |      |
| US Open              | 2R   | 1R   | 2R   | HF   | 3R   | HF   | 3R   | F    | 3R   | 1R   | 3R   | 3R   | F    | 1R   | KF   | 1R   | 3R   |      |
| ATP Finals           |      |      |      |      |      |      |      |      |      |      |      |      |      |      |      |      |      |      |
| ATP Finals           | –    | –    | –    | –    | –    | W    | G    | G    | –    | –    | G    | –    | –    | HF   | HF   | G    | F    |      |
| ATP Masters 1000     |      |      |      |      |      |      |      |      |      |      |      |      |      |      |      |      |      |      |
| Indian Wells         | –    | –    | –    | –    | 1R   | 2R   | 2R   | –    | 2R   | 1R   | 1R   | –    | –    | g.t. | 1R   | 2R   | 1R   |      |
| Miami                | –    | –    | –    | –    | 1R   | 2R   | HF   | 1R   | 1R   | 2R   | KF   | –    | 2R   | g.t. | 1R   | KF   | 1R   |      |
| Monte Carlo          | –    | –    | –    | 1R   | KF   | HF   | 2R   | 1R   | KF   | 1R   | KF   | KF   | 1R   | g.t. | HF   | KF   | 1R   |      |
| Madrid               | –    | KF   | KF   | HF   | 2R   | KF   | 2R   | 2R   | HF   | 2R   | KF   | 2R   | 1R   | g.t. | W    | KF   | 1R   |      |
| Rome                 | –    | –    | –    | –    | KF   | W    | KF   | 2R   | F    | KF   | F    | HF   | –    | W    | KF   | –    | HF   |      |
| Montreal/Toronto     | –    | –    | –    | –    | –    | F    | KF   | KF   | –    | –    | –    | –    | W    | g.t. | –    | KF   | HF   |      |
| Cincinnati           | –    | –    | –    | –    | –    | KF   | F    | 2R   | –    | 2R   | –    | –    | –    | KF   | W    | KF   | 1R   |      |
| Shanghai             | g.t. | g.t. | –    | –    | 2R   | –    | KF   | HF   | –    | KF   | KF   | –    | 2R   | g.t. | g.t. | g.t. | W    |      |
| Parijs               | –    | –    | F    | 2R   | –    | –    | KF   | HF   | 2R   | –    | F    | W    | 2R   | –    | –    | 2R   | KF   |      |
| Olympische Spelen    |      |      |      |      |      |      |      |      |      |      |      |      |      |      |      |      |      |      |
| Olympische Spelen    | g.t. | –    | g.t. | g.t. | g.t. | –    | g.t. | g.t. | g.t. | –    | g.t. | g.t. | g.t. | g.t. | –    | g.t. | g.t. |      |
| Statistieken         |      |      |      |      |      |      |      |      |      |      |      |      |      |      |      |      |      |      |
| Totaal aantal titels | 0    | 0    | 2    | 3    | 1    | 2    | 0    | 1    | 0    | 3    | 1    | 0    | 2    | 3    | 2    | 1    | 0    | 0    |
| Eindejaarsranking    | 59   | 60   | 25   | 22   | 32   | 10   | 12   | 8    | 39   | 18   | 14   | 25   | 25   | 9    | 7    | 17   | 10   |      |